# Johann Heinrich Eckhardt
Johann Heinrich Eckhardt (latin: Johannes Henricus Eckhardt), född i Wüst Eldena i Svenska Pommern under andra halvan av 1700-talet, var en tysk typograf och bokförläggare aktiv vid Greifswalds universitet under åren 1793–1815. Han gav ut/publicerade 157 olika verk under sin yrkestid. Skrifterna gavs ut på latin och tyska. 
Hans dotter Carolina Maria Eckhardt (1794–1861) gifte sig med friherren och militären Anders Gustaf von Düben.